# 게오르크 지멜
게오르크 지멜(Georg Simmel, 1858년 3월 1일~1918년 9월 28일)은 독일 출신의 사회학자이다.
지멜은 사회학의 독특한 연구 분야를 그대로 그려 내고자 했다. 그는 만일 사회학이 모든 것을 포괄한다면, 그것은 연구 영역을 전혀 갖지 못하는 것이라는 점을 이유로 포괄적이고도 “종합적”인 과학으로서의 사회학이라는 허버트 스펜서와 오귀스트 콩트의 개념을 거부하였다. 따라서 하나의 포괄적인 자연과학이 있을 수 없고, 단지 개별적이고 전문적인 과학자들만이 있을 수 있듯이, 사회과학자에게도 각 분과는 그 고유 영역을 가져야만 한다. 과학이 되기 위해서 사회학은 과학적 방법으로 연구되어야만 하는 잘 규정된 연구 주제를 가져야 한다고 지멜은 제안하였다.
1858년 베를린에서 가톨릭으로로 개종한 부유한 유대인 상인의 아들로 태어나 1918년 슈트라스부르크에서 사망했다. 베를린 대학에서 역사와 철학을 공부했으며 <칸트의 물리적 단자론에서 본 물질의 본성>이라는 논문으로 박사 학위를 받았다. 왕성한 집필 활동으로 신문과 잡지 등에 200여 편의 글을 발표했고 <사회 분화론>, <돈의 철학>, <사회학의 근본 물음>을 포함하여 철학, 윤리학, 사회학 등 다양한 분야에 관한 저서들을 남겼다.

## 저작
지멜은 사회학과 철학에 관한 책의 저자로서뿐만 아니라 에세이스트로도 유명했다. 그의 주요 전공 논문 저작의 일부가 포함되어 있다.:
- 《사회적 분화, Über sociale Differenzierung》, Leipzig: Duncker & Humblot, 1890
- 《윤리학 개론, Einleitung in die Moralwissenschaft》, 2 vols, Berlin: Hertz, 1892-3
- 《역사철학의 문제, Die Probleme der Geschichtphilosophie》, Leipzig: Duncker & Humblot, 1892, 2nd edn 1905
- 《돈의 철학, Philosophie der Geldes》, Leipzig: Duncker & Humblot, 1900, 2nd edn 1907, (김덕영 역, 『돈의 철학』, (서울: 길, 2016). ISBN 978-89-6445-076-5.)
- 《대도시와 정신적 삶, Die Grosstädte und das Geistesleben》, Dresden: Petermann, 1903
- 《칸트, Kant》, Leipzig: Duncker & Humblot, 1904, 6th edn 1924
- 《칸트와 괴테, Kant und Goethe》, Berlin: Marquardt, 1906
- 《종교, Die Religion》, Frankfurt am Main: Rütten & Loening, 1906, 2nd edn 1912
- 《쇼펜하우어와 니체, Schopenhauer und Nietzsche》, Leipzig: Duncker & Humblot, 1907
- 《쇼펜하우어와 니체,Schopenhauer and Nietzsche》, University of Illinois Press, 1991, ISBN 0-252-06228-0
- 《사회학, Soziologie》, Leipzig: Duncker & Humblot, 1908
- 《철학의 주요 문제, Hauptprobleme der Philosophie》, Leipzig: Göschen, 1910
- 《철학적 문화, Philosophische Kultur》, Leipzig: Kröner, 1911, 2nd edn 1919
- 《괴테, Goethe》, Leipzig: Klinkhardt, 1913
- 《사회학의 근본 문제, Grundfragen der Soziologie》, Berlin: Göschen, 1917
- 《렘브란트, Rembrandt》, Leipzig: Wolff, 1917
- 《인생관, Lebensanschauung》, München: Duncker & Humblot, 1918
- 《예술철학, Zur Philosophie der Kunst》 Potsdam: Kiepenheur, 1922
- Fragmente und Aufsäze aus dem Nachlass ed G Kantorowicz, München: Drei Masken Verlag, 1923
- Brücke und Tür ed M Landmann & M Susman, Stuttgart: Koehler, 1957

## 같이 보기
- 칸트주의
- 카를 만하임